# Дмитров (міське поселення)
Міське поселення Дмитров є центром Дмитровського району Московської області РФ.

## Статут та символіка
Міське поселення Дмитров має власний статут який було ухвалено рішенням Ради депутатів міського поселення Дмитров 16 січня 2009 року. Відповідно до Статуту Дмитров має власний герб та прапор. Герб Дмитрова було затверджено 20 грудня 1781 року, потім він кілька разів міняв свій вигляд. Тепер історичний герб міста став офіційним гербом Дмитровського району. Герб офіційно відновлений 1991 року. Прапор Дмитровського району відтворює історичну символіку історичного герба Дмитрова: чотири золоті княжі корони в горностаєвому полі. Нижній край прапора червоного кольору. Площа
міського поселення Дмитров становить 45075 га.

## Склад міського поселення Дмитров
До складу міського поселення Дмитров окрім міста Дмитров, яке є адміністративним центром також входять:
- 3-я дільниця — селище;
- 4-а дільниця — селище;
- Афанасово — село;
- Батюшково — село;
- Бірлово — село;
- Благовещенське — село;
- Ближнево — село;
- Борисово — село;
- Бородіно — село;
- Биково — село;
- Внуково — село;
- Волдинське — село;
- Високово — село;
- Голиково — село;
- Голявіно — село;
- Горки — село;
- Горшково — село;
- Драчево — село;
- Дубровки — село;
- Дядьково — село;
- Жуковка — село;
- Зверково — село;
- Іванцево — село;
- Івашево — село;
- Ігнатовка — село;
- Ігнатово — село;
- Ільїнське- село;
- Капорки — село;
- Княжево — село;
- Кончиніно — село;
- Кроміно — село;
- Кузнецово — село;
- Кузяєво — село;
- Кунисніково — село;
- Курово — село;
- Малі Дубровки — село;
- Мариніно — село;
- Матвеєво — село;
- Микішкіно — село;
- Минеєво — село;
- Митькіно — село;
- Муравйово — село;
- Муханки — село;
- Надеждіно — село;
- Настас'їно — село;
- Непейно — село;
- Нікольське — село;
- Никульське — село;
- Новлянки — село;
- Дослідного господарства центральної торфо-болотної дослідної станції — селище;
- Орево — селище;
- Оруд'єво — село;
- Оруд'євського т/б підприємства — селище;
- Очево — село;
- Парамоново — село;
- Пересветово — село;
- Поддубки — село;
- Подмошшя — село;
- Подосинки — село;
- Подосинки — селище;
- Подчерково — село;
- Прудци — село;
- Пуриха — село;
- Ревякино — село;
- Редькіно — село;
- Савелово — село;
- Свистуха — село;
- Спірідово — село;
- Стреково — село;
- Сисоєво — село;
- Татищево — село;
- Тендиково — село;
- Теряєво — село;
- Ульянки — село;
- Ділянка N 7 — селище;
- фабрики Першого Травня — селище;
- Целеєво — село;
- Шелепіно — село;
- Шустіно — село;
- Ярово — село.

## Міста-побратими
Піла (Польща) 2005 р.
Битом (Польща) 2005 р.
Резекне (Латвія) 2004 р.
Озимо (Італія) 2006 р.
Піцунда (Грузія) 2010 р.